# Zvířátka a Petrovští
Zvířátka a Petrovští (někdy též Zvířátka a petrovští) je pohádka sepsaná Václavem Říhou, což byl umělecký pseudonym používaný Václavem Tillem. Vypráví příběh zvířátek, která zachránila rodinu zadluženého statkáře, na jehož dvoře žila, od rozprodání jeho majetku.

## Obsah
Na statku žili otec se svou dcerou Zdeničkou. Chovali zde ovci, kačenu Lindušku, kohouta Kokrháče, kocoura Macka, kozla Nebojsu a psa Voříška. Ovšem na obdělávaných polích neurodilo a hospodář tak neměl na zaplacení daní. Proto vrchnost rozhodla, že musejí k uhrazení dluhu prodat jak statek, tak i zvířectvo.
Předvečer dne prodeje se zvířátka rozhodla, že namísto toho, aby sloužila novému majiteli, raději odejdou do světa. Vyrazili, ale cestou se spustil déšť. Kohout vylétl na strom a zahlédl v dáli světélko. Zvířátka za světélkem vyrazila a, když u něj byla, zjistila, že je to chalupa. Nejprve vyslala kozla na výzvědy. Ten se oknem díval dovnitř chalupy a viděl kolem stolu sedět loupežníky dělící si svoji kořist. Vrchní loupežník bouchl pěstí o stůl a vykřikl, ať ho vezme čert, není-li to zlodějské dělení. Té rány se kozel Nebojsa lekl, až hlavou okno vysklil. Když loupežníci viděli v okně chlupatou hlavu s rohy, lekli se a v domnění, že je to čert, utekli. Svůj lup však nechali na místě. Když byla chalupa prázdná, mohla se zvířátka do ní nastěhovat a přenocovat zde. Loupežníci však ještě během noci poslali na výzvědy k chalupě zbojníka Honzu. Když k ní přišel, zjistil, že je všude klid. Opatrně vlezl dovnitř, ale otevírajícími dveřmi vrazil do ovečky, jež těsně za nimi spala. Její bečení vzbudilo i ostatní zvířátka a ta loupežníka Honzu tak vyděsila, že raději zmizel. Ostatní lupiči raději ve strachu také zmizeli.
Když se ráno zvířátka v chalupě probudila, sebrala loupežníky nakradené pytlíky s penězi a spěchala domů na statek. Tam již úřednici oceňovali hospodářův majetek. Jakmile však zvířátka přiběhla, hned s tím úředníci přestali, protože dlužnou částku mohli otec se Zdeničkou zaplatit z donesených peněz. Hospodář se pak o zvířátka až do své smrti s vděkem svědomitě staral.

## Zpracování
V roce 1946 natočil na motivy pohádky osmiminutový animovaný film režisér Jiří Trnka. Pro Českou televizi pohádku namluvila česká herečka Dagmar Havlová. Pohádkou se také nechal inspirovat Otmar Mácha při psaní dětské opery Zvířátka a loupežníci.